# Trnavá Hora
Trnavá Hora je obec na Slovensku v okrese Žiar nad Hronom. V roce 2015 zde žilo 1 212 obyvatel. Z obce je výhled přes údolí Hronu na panorama Štiavnických vrchů.
První písemná zmínka o obci pochází z roku 1388. V obci je římskokatolický barokní kostel svatého Jana Nepomuckého z roku 1775.
Obec se skládá z pěti částí: Jalná, Dolná a Horná Trnavá Hora, Kľačany a Ladno. Část Jalná se nachází na levém břehu Hronu. Dolná Trnavá Hora tvoří centrum obce. Nejstarší částí tohoto celku je Ladno, v současné době už jen chatová oblast. Tato část pravděpodobně vznikla v období výstavby Šášovského hradu.
Trnavou Horou procházejí dvě dvě železnižní tratě – trať č. 150 Nové Zámky – Zvolen a trať č. 171 Zvolen – Diviaky (Turčianske Teplice). Tato trať byla vybudována v letech 1870–1872.